# Jaroslav Čevela
Jaroslav Čevela (23. května 1937 – 21. října 1997) byl český fotbalový obránce, trenér a činovník (funkcionář).

## Hráčská kariéra
V československé nejvyšší soutěži hrál za Jiskru Otrokovice při její jediné účasti v ročníku 1964/65 (23.08.1964–14.06.1965), vstřelil jednu prvoligovou branku (podrobnosti zde).

### Prvoligová bilance
| Ročník             | Zápasy | Góly | Minuty | Klub                 |
| ------------------ | ------ | ---- | ------ | -------------------- |
| I. liga 1964/65    | 25     | 1    | 2 229  | TJ Jiskra Otrokovice |
| CELKEM I. ČS. LIGA | 25     | 1    | 2 229  |                      |

## Trenérská kariéra
Po skončení hráčské kariéry se stal trenérem. Od roku 1980 trénoval Sokol Spytihněv, kde zároveň zastával funkci předsedy oddílu. A-mužstvo vedl do roku 1987.